# Walton (Kentucky)
Walton es una ciudad ubicada en el condado de Boone en el estado estadounidense de Kentucky. En el Censo de 2010 tenía una población de 3635 habitantes y una densidad poblacional de 327 personas por km².

## Geografía
Walton se encuentra ubicada en las coordenadas 38°51′55″N 84°36′47″O / 38.86528, -84.61306. Según la Oficina del Censo de los Estados Unidos, Walton tiene una superficie total de 11.12 km², de la cual 11.07 km² corresponden a tierra firme y (0.42%) 0.05 km² es agua.

## Demografía
Según el censo de 2010, había 3635 personas residiendo en Walton. La densidad de población era de 327 hab./km². De los 3635 habitantes, Walton estaba compuesto por el 95.85% blancos, el 1.49% eran afroamericanos, el 0.19% eran amerindios, el 0.55% eran asiáticos, el 0% eran isleños del Pacífico, el 0.06% eran de otras razas y el 1.87% pertenecían a dos o más razas. Del total de la población el 1.71% eran hispanos o latinos de cualquier raza.